# علم استخلاص الفلزات

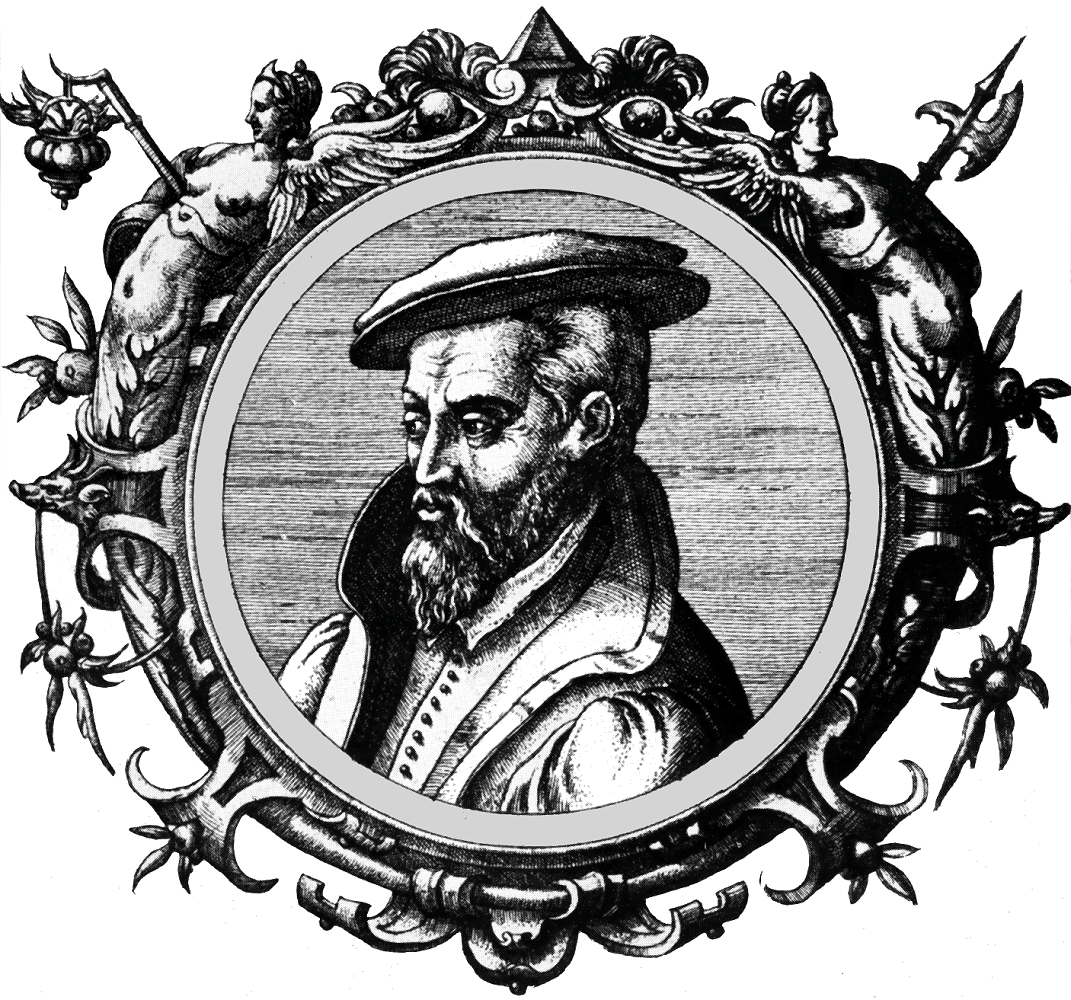

علم استخلاص الفلزات (ملاحظة 1) هو فرع من علم الفلزات يهتم بدراسة العمليات الكيميائية اللازمة لاستخلاص واستخراج واستحصال الفلزات من خاماتها المعدنية. يتضمن هذا الفرع العلمي من علم المواد الإلمام بكافة الخطوات التي تجرى على الخامة بعد استخراجها، بما في ذلك الغسيل والتركيز والفصل، بالإضافة إلى العمليات الكيميائية الخاصة بكل فلز.
يمكن أن يتفرع علم استخلاص الفلزات حسب نوع المعالجات إلى
- علم الفلزات المائي
- علم الفلزات الحراري
- علم الفلزات الكهربائي